# Club Atlético Vélez Sarsfield 1931
Questa voce raccoglie le informazioni riguardanti il Club Atlético Vélez Sarsfield nelle competizioni ufficiali della stagione 1931.

## Maglie e sponsor
| Manica sinistra · Manica sinistra · Maglietta · Maglietta · Manica destra · Manica destra · Pantaloncini · Calzettoni |

## Rosa
| N. |                      | Ruolo | Calciatore          |
| -- | -------------------- | ----- | ------------------- |
|    | Argentina (bandiera) | P     | Clelio Caucia       |
|    | Argentina (bandiera) | P     | Alfredo Curti       |
|    | Argentina (bandiera) | D     | Vicente Capano      |
|    | Argentina (bandiera) | D     | Luis Clavero        |
|    | Argentina (bandiera) | D     | Luis Croce          |
|    | Argentina (bandiera) | D     | Manuel De Sáa       |
|    | Argentina (bandiera) | D     | Carlos Fida         |
|    | Argentina (bandiera) | D     | Eleuterio Forrester |
|    | Argentina (bandiera) | D     | Antonio Sassone     |
|    | Argentina (bandiera) | D     | Edmundo Sommi       |
|    | Argentina (bandiera) | C     | Manuel Abeledo      |
|    | Argentina (bandiera) | C     | Norberto Arroupe    |
|    | Argentina (bandiera) | C     | Juan Boide          |
|    | Argentina (bandiera) | C     | Rodolfo Devoto      |
|    | Argentina (bandiera) | C     | Vicente Ruscitti    |

| N. |                      | Ruolo | Calciatore        |
| -- | -------------------- | ----- | ----------------- |
|    | Argentina (bandiera) | C     | Alfredo Sánchez   |
|    | Argentina (bandiera) | C     | Juan Scorza       |
|    | Argentina (bandiera) | C     | Emilio Semino     |
|    | Argentina (bandiera) | A     | Alejandro Álvarez |
|    | Argentina (bandiera) | A     | Luciano Aranda    |
|    | Argentina (bandiera) | A     | Oscar De Dovitis  |
|    | Argentina (bandiera) | A     | Eduardo De Sáa    |
|    | Argentina (bandiera) | A     | Héctor Fussani    |
|    | Argentina (bandiera) | A     | Ernesto Garbini   |
|    | Argentina (bandiera) | A     | Prudencio Lamazou |
|    | Argentina (bandiera) | A     | Oscar Luppo       |
|    | Argentina (bandiera) | A     | Saúl Quiroga      |
|    | Argentina (bandiera) | A     | Juan Romano       |
|    | Argentina (bandiera) | A     | Ángel Sobrino     |
|    | Argentina (bandiera) | A     | Eduardo Spraggon  |

## Statistiche

### Statistiche di squadra
| Competizione | Punti | Totale | Totale | Totale | Totale | Totale | Totale |
| Competizione | Punti | G      | V      | N      | P      | Gf     | Gs     |
| ------------ | ----- | ------ | ------ | ------ | ------ | ------ | ------ |
| Campionato   | 33    | 34     | 13     | 7      | 14     | 63     | 68     |
| Totale       | 33    | 34     | 13     | 7      | 14     | 63     | 68     |